# Acanthophoenix rousselii
Acanthophoenix rousselii är en enhjärtbladig växtart som beskrevs av N.Ludw. Acanthophoenix rousselii ingår i släktet Acanthophoenix och familjen Arecaceae. Inga underarter finns listade i Catalogue of Life.

## Bildgalleri

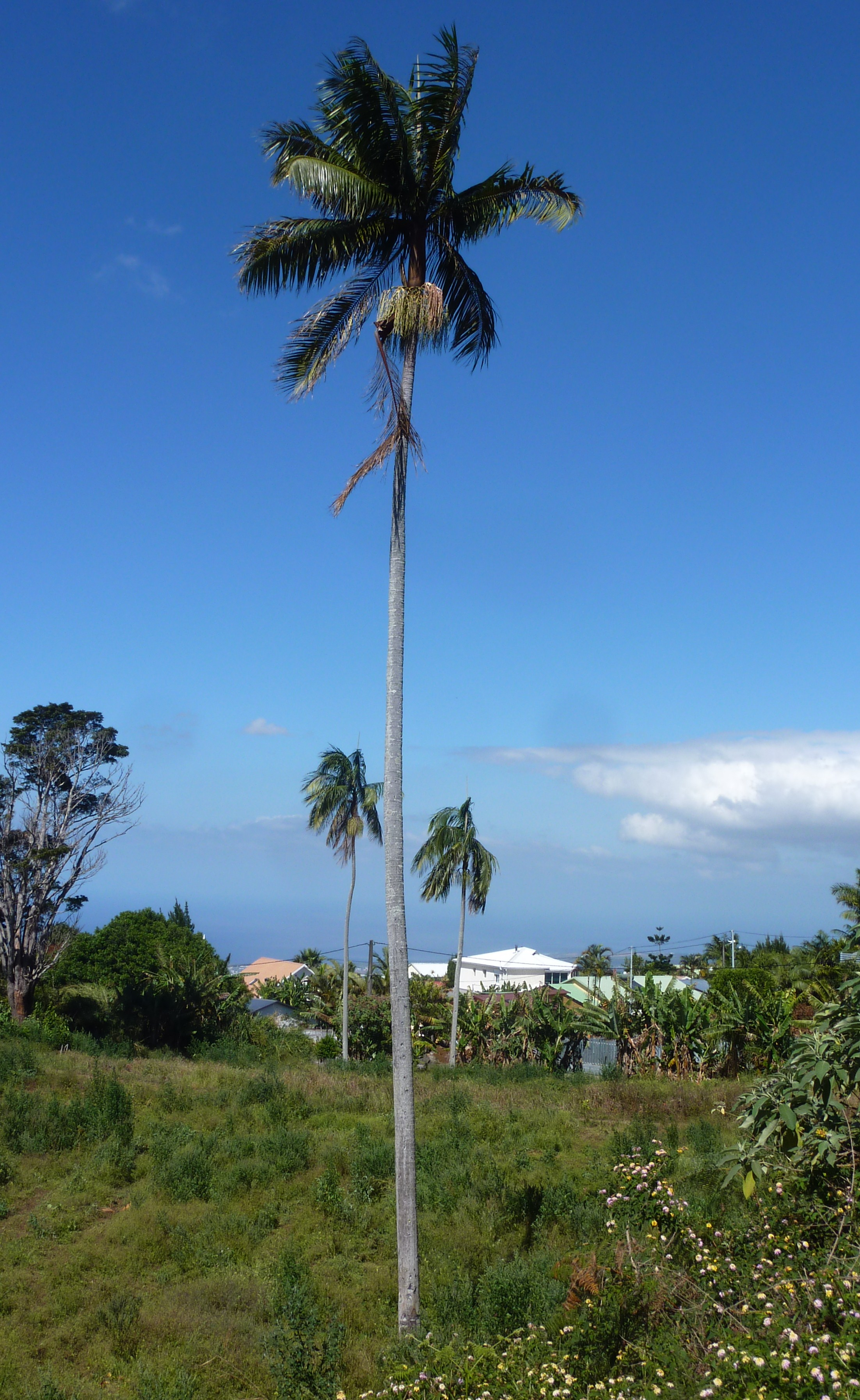